# Петрушка (потік)
Петрушка (словац. Petruška) — річка в Словаччині, права притока Вагу, протікає в окрузі Ліптовський Мікулаш.
Довжина приблизно 8,5—9,0 км. Витік лежить у масиві Ліптовська улоговина (геоморфологічна підодиниця Матяшовські гаї); на висоті близько 860 метрів. Впадає Стара Вода. Протікає територією села Бобровчек; Павлова Вес і Ліптовський Трновець..
Впадає у Ваг на висоті приблизно 565—570 метрів (Ліптовська Мара).